# فکر کن
فکر کن (انگلیسی: Think) ترانه‌ای از خواننده آمریکایی آرتا فرانکلین است که به‌عنوان تک‌اهنگ از آلبوم «حالا اریثا» در سال ۱۹۶۸ منتشر شد و به رتبه ۷ در ۱۰۰ ترانه داغ بیلبورد رسید.